# Vương Chính Quân
Vương Chính Quân (chữ Hán: 王政君; 71 TCN - 3 tháng 2, 13), cũng được gọi Nguyên hậu (元后), Hán Nguyên hậu (漢元后), Hiếu Nguyên hậu (孝元后), Tân thất Văn mẫu (新室文母), Hiếu Nguyên Vương Hoàng hậu (孝元王皇后) hoặc Hiếu Nguyên Hoàng thái hậu (孝元皇太后), là Hoàng hậu duy nhất của Hán Nguyên Đế Lưu Thích, mẹ của Hán Thành Đế Lưu Ngao trong lịch sử Trung Quốc.
Hoàng hậu Vương Chính Quân có vai trò chính trị chủ chốt trong suốt các triều đại của Hán Nguyên Đế, Hán Thành Đế, Hán Ai Đế, Hán Bình Đế và Nhũ Tử Anh. Bà được các sử gia đánh giá là khiêm nhường không có vẻ chuyên quyền, khi cháu bà là Vương Mãng cướp ngôi thì ra sức trách cứ, với hành động nổi tiếng là ném ngọc tỷ truyền quốc, khiến miếng ngọc này bị sứt mất một góc, phải dùng vàng trám lại. Tuy nhiên, tội lỗi của Vương Chính Quân đối với triều đại này chính là việc quá mức hưởng lạc, không nhạy bén về chính trị, mặc nhiên trọng dụng ngoại thích họ Vương như Vương Phượng và Vương Mãng, khiến ngoại thích hoành hành, dẫn tới lũng đoạn triều chính của nhà Hán. Việc Vương Mãng có thể cướp ngôi phần nhiều ở việc Vương Chính Quân đã quá mức sa đà vào hưởng lạc mà không có bất kì sự can thiệp hiệu quả nào.
Bà là một trong những vị Hoàng hậu mệnh thọ nhất trong lịch sử Trung Quốc, cũng là một trong những Hoàng hậu chính vị lâu nhất, bao gồm làm Hoàng hậu, Hoàng thái hậu và Thái hoàng thái hậu, tổng cộng 54 năm (46 TCN - 8), chỉ thua Hiếu Huệ Chương Hoàng hậu Bát Nhĩ Tế Cát Đặc thị, Kế hậu của Thanh Thế Tổ Thuận Trị hoàng đế.

## Thân thế
Theo Hán thư, Vương Chính Quân xuất thân cao quý, là dòng dõi Tế Bắc vương Điền An thời Hán Sở. Điền An là cháu Tề vương Kiến thời Chiến Quốc, tham gia chống Tần và được Hạng Vũ phong làm Tề Bắc vương (济北王). Sau đó Tế Bắc vương bị Tề vương Điền Vinh tiêu diệt nhưng dòng dõi vẫn ở lại nước Tề. Vì Điền An đã làm tước Vương nên người nước Tề vẫn gọi là "Vương gia", con cháu lấy Vương làm họ.
Cụ nội Vương Chính Quân là Vương Toại (王遂), cháu nội của Điền An, thời Hán Văn Đế cư trú tại huyện Bình Lăng, Sơn Đông. Vương Toại sinh ra Vương Hạ (王贺), làm Tú y nội sử thời Hán Vũ Đế. Cha Vương Chính Quân là Vương Cấm (王禁), biểu tự Trĩ Quân (稚君), đương khi giữ chức Đình uý sử nhà Tây Hán, đương khi đó ở huyện Nguyên Thành, quận Ngụy (魏郡元城县); nay là phía Đông của huyện Đại Danh, thành phố Hàm Đan thuộc tỉnh Hà Bắc, Trung Quốc. Vương Cấm lấy Lý Thân (李親), con gái của gia tộc họ Lý ở Ngụy quận, sinh ra Vương Phượng, Vương Chính Quân cùng Vương Sùng (王崇). Đương khi, Lý thị là chính thê của Vương Cấm, sau do ghen ghét với thiếp của Cấm mà li dị, về sau cải giá lấy Cẩu Tân (苟宾) tại quận Hà Nội.
Lúc mang thai Vương Chính Quân, mẹ bà nằm mộng thấy mặt trăng rơi vào trước ngực. Mới lên 10, Vương Chính Quân đã nổi tiếng quốc sắc giai nhân, bà thông minh, thuần thục lễ tiết, đầy đủ những ưu điểm mà các thiếu nữ thời ấy cần có. Khi bà tầm 14 đến 15 tuổi, là lúc có thể lấy chồng, Vương Cấm dạm mối mấy nhà, nhưng khi chưa kịp làm hôn lễ thì người chồng sắp cưới đều chết bất đắc kỳ tử. Sau đó Vương Cấm nhận lời cho bà về làm thiếp của Đông Bình vương, thế nhưng Đông Bình vương chuẩn bị sính lễ xong, còn chưa kịp chọn ngày lành để làm lễ cưới thì chết. Vương Cấm sợ mạng con mình sát phu, nên mời đạo sĩ về coi tướng. Vị đạo sĩ hạ thấp giọng đầy bí ẩn:「“Mạng đại quý, người thường đâu có phúc hưởng”」, đến Vương gia còn không có phúc hưởng thì mệnh sang đến độ nào nữa, thế là bà được sư gia mời về dạy kèm thông thạo cầm kỳ thi họa, đợi trở thành người trên cả muôn người. Khi Vương Chính Quân được 18 tuổi, có lệnh tuyển Lương gia tử (Con nhà đàng hoàng) khoảng từ 13 đến 20 tuổi, bà là một trong số các cô gái ở huyện Nguyên Thành được chọn vào cung, trở thành Gia nhân tử.

## Sinh hạ Thái Tôn
Bấy giờ, Thái tử Lưu Thích không có Thái tử phi, chỉ có một người có danh phận là Tư Mã lương đệ. Không lâu sau, Lương đệ bị ốm qua đời, trước khi chết có nói:「"Thiếp chết không phải ý trời, là các Cơ thiếp trong Phủ đệ luôn phiên muốn hại thiếp!"」. Lưu Thích rất đau buồn thành bệnh, còn ám ảnh lời nói của Lương đệ mà cũng không cho tiếp kiến các Cơ thiếp trong Đông Cung. Hán Tuyên Đế biết Thái tử như vậy nên rất lo lắng, bèn sai Vương Hoàng hậu chọn ra một số Gia nhân tử trong hậu cung chưa được sủng hạnh, tuyển vào Đông Cung làm Cơ thiếp mới để an ủi Thái tử, trong đó có Vương Chính Quân.
Thái tử Thích vì còn tưởng nhớ đến Tư Mã lương Đệ nên không để ý đến những người đứng trước mặt, chỉ đáp lấy lệ:「"Trong ấy có một người là được"」. Lúc đó Vương Chính Quân đứng gần Thái tử nhất, lại là người duy nhất mặc một bộ đồ hồng thêu hoa rất đẹp khác với 4 người kia, nên Vương Hoàng hậu nghĩ rằng Thái tử chọn Vương Chính Quân, bèn sai bà vào hầu Thái tử. Chỉ qua một lần ân ái, Vương Chính Quân có thai. Bấy giờ, hậu cung của Thái tử có rất nhiều cơ thiếp, được lâm hạnh qua cũng rất nhiều và duy trì kéo dài nhưng qua nhiều năm vẫn không có con trai, đến khi Chính Quân nhập cung chỉ qua một lần thì lại có thai ngay. Điều này khiến Tuyên Đế và Thái tử rất vui mừng.
Năm Cam Lộ thứ 3 (51 TCN), bà sinh được con trai là Lưu Ngao, là con trai trưởng của Thái tử Lưu Thích. Hán Tuyên Đế có được cháu nội khỏe mạnh thì rất vui mừng, tự mình đặt tên cho hoàng tôn biểu tự là Thái Tôn (太孫), lúc nào cũng mang theo trên người. Vào lúc này, do sinh được Thái Tôn, Vương Chính Quân có địa vị khá cao, tuy không phải trực tiếp được gọi là Thái tử phi, song vẫn được gọi là 「Vương phi; 王妃」.

## Hoàng hậu vô sủng
Hoàng Long nguyên niên (49 TCN), Hán Tuyên Đế băng hà. Thái tử Lưu Thích lên nối ngôi, tức là Hán Nguyên Đế. Con trai của Vương Chính Quân là Hoàng trưởng tử Lưu Ngao được lập làm Hoàng thái tử, mẹ của Thái tử là Vương Chính Quân được phong làm Tiệp dư, liền 3 ngày sau thì được lập làm Hoàng hậu. Cha của Hoàng hậu là Vương Cấm được phong Dương Bình hầu (阳平侯), em trai Cấm là Vương Hoằng (王弘) làm đến Trường Lạc vệ úy (长乐卫尉). Sau đó Vương Cấm chết, thụy "Khoảnh hầu" (顷侯), con trai Vương Phượng tập tước, làm đến Thị trung.
Vương Chính Quân từ khi làm Hoàng hậu, không còn được Hán Nguyên Đế sủng ái, cho nên Nguyên Đế cũng tỏ ra không thích Thái tử. Bên cạnh Vương Hoàng hậu, Nguyên Đế còn sủng ái Phó tiệp dư và Phùng tiệp dư, cả hai người này mỗi người đều sinh hạ được hoàng tử; là Lưu Khang và Lưu Hưng. Khi Thái tử Lưu Ngao càng trưởng thành, dần yêu thích yến tiệc ngoạn nhạc, Hán Nguyên Đế càng không hài lòng với tác phong của Thái tử và ấn tượng với hoàng tử Lưu Khang hơn.
Năm Kiến Chiêu thứ 4 (35 TCN), em trai út của Nguyên Đế là Trung Sơn vương Lưu Cánh mất, thế nhưng Thái tử Lưu Ngao không thể hiện sự đau buồn nào. Trong khi đó, Lưu Cánh cùng Thái tử cùng tuổi và đã chơi cùng nhau từ thuở còn nhỏ, điều này khiến Nguyên Đế thất vọng với Thái tử, nói:「"Nào có người không có nhân hiếu mà có thể phụng sự tông miếu, là cha mẹ của trăm họ chứ?!"」. Cận thần Sử Đan (史丹) vốn là hầu cận Hán Nguyên Đế, lập tức bỏ mũ xuống, dập đầu nói:「"Thần đích xác thấy bệ hạ bi thương Trung Sơn vương, bởi vì thương cảm mà thương thân. Buổi sáng Thái tử chuẩn bị tiến kiến, thần tự mình dặn dò đừng khóc, để tránh bệ hạ thương cảm. Tội ở thần hạ, đáng chết"」. Hán Nguyên Đế nghe như vậy mới không tức giận nữa.
Năm Cảnh Ninh nguyên niên (33 TCN), Hán Nguyên Đế ngã bệnh. Phó Chiêu nghi cùng Lưu Khang hết lòng bên cạnh hầu thuốc thang, trong khi Hoàng hậu và Thái tử không thường xuyên ghé thăm ông. Nhân cơ hội đó, Phó chiêu nghi cố thuyết phục Nguyên Đế thay ngôi Thái tử, trao về cho Lưu Khang, Hán Nguyên Đế trong cơn bệnh cũng có ý như vậy. Khi ấy, anh của Vương Hoàng hậu là Vương Phượng đang nhậm chức Thị trung biết được, cùng Hoàng hậu và Thái tử ưu sầu, không biết làm sao. Một lần nữa, đại thần Sử Đan lại cản trở, xông thẳng vào phòng ngủ, khóc mà nói:「"Hoàng thái tử là Đích trưởng tử, tính đến nay hơn 10 năm ở Đông Cung, danh vọng không ai không biết, thiên hạ đều tin tưởng ngài. Nay Định Đào vương được sủng hạnh, lời đồn truyền xa, Thái tử ngày đêm lo lắng, tâm tư dao động. Nếu quả thực như vậy, các Công khanh tất sẽ lấy cái chết để can gián. Thần cũng xin được bệ hạ ban chết để chúng quần thần noi theo!"」. Hán Nguyên Đế vốn nhân từ, thấy Sử Đan khóc lóc thì đành không nỡ, bèn nói:「"Ta từng ngày càng suy yếu, mà Thái tử cùng hai Vương đều còn nhỏ, tâm ta vẫn còn quyến luyến lắm nên đều giữ bên mình vậy thôi. Còn chuyện kia, khanh chớ lo. Hoàng hậu cẩn trọng, Thái tử được Tiên Đế yêu thích, ta nào dám trái ý?! Lời nói vô căn cứ kia là khanh nghe được ở đâu?"」. Sử Đan nghe thế bèn lui ra sau dập tội, Hán Nguyên Đế bèn xá tội, chỉ dụ Sử Đan trở thành phụ chính đại thần. Ngôi Thái tử của Lưu Ngao do đó được giữ.

## Thái Hoàng nhà Hán

### Mở đường cho ngoại thích
Năm Cánh Ninh nguyên niên (33 TCN), tháng 5, Hán Nguyên Đế băng hà. Thái tử Ngao lên nối ngôi, tức là Hán Thành Đế. Theo lệ của thời Tây Hán, những cung phi có con trai thụ phong làm Chư hầu Vương như Phó Chiêu nghi và Phùng Chiêu nghi đều trở thành Vương thái hậu và cùng con trai của mình rời khỏi Trường An để đến đất phong, còn những người không có con đều sẽ di dời đến chỗ khác hoặc lên lăng viên phụng sự Tiên Đế. Trong hậu cung chỉ còn lại một mình Vương Chính Quân với danh vị Hoàng thái hậu độc tôn, và Cung Thành Thái hậu với danh vị Thái hoàng thái hậu.
Năm Hà Bình thứ 2 (27 TCN), Vương Thái hậu phong cho hàng loạt anh em trong nhà mình làm đại thần, nắm quyền điều hành triều đình nhà Hán: huynh trưởng Vương Phượng làm Tư mã đại tướng quân (司馬大將軍), tập tước Dương Bình hầu (阳平侯); em trai cùng mẹ là Vương Sùng (王崇) làm An Thành hầu (安成侯). Ngoài ra bà còn phong cho các em trai cùng cha khác mẹ là Vương Đàm (王譚) làm Bình A hầu (平阿侯); Vương Thương (王商) làm Thành Đô hầu (成都侯); Vương Lập (王立) làm Hồng Dương hầu (紅陽侯); Vương Căn (王根) làm Khúc Dương hầu (曲陽侯) và Vương Phùng Thì (王逢时) làm Cao Bình hầu (高平侯), được gọi là Ngũ hầu (五侯). Anh em họ Vương nắm hết quyền hành, Hán Thành Đế chỉ có ngôi vị trên danh nghĩa.
Mặc sự việc hiềm khích trước đây giữa Vương Chính Quân và Phó Thái hậu trong việc giành ngôi Thái tử, Hán Thành Đế vẫn rất thân thiết với người em trai Định Đào vương Lưu Khang, và thường xuyên gọi Lưu Khang về Trường An. Thành Đế có lần muốn lấy em là Định Đào vương Lưu Khang làm Trữ quân, nhưng bị Thái hậu và anh em họ Vương gạt đi. Vương Phượng mượn chuyện xảy ra nhật thực ép Thành Đế đuổi Lưu Khang về đất phong Định Đào, không cho gọi trở về Trường An nữa, Thành Đế đành chịu. Đại thần trong triều khi ấy là Vương Chương (王章) tức giận vì sự chuyên quyền của ngoại thích, bèn kiến nghị Thành Đế bãi chức họ. Vương Phượng bèn tranh thủ sự ủng hộ của Vương Thái hậu gây sức ép với Thành Đế, khiến Thành Đế phải xin lỗi Mẫu hậu, bắt giam Vương Chương. Sau đó, Chương bị chết trong ngục. Vương Phượng từ đây càng không nể sợ điều gì, ra sức tung hoành.
Năm Dương Sóc thứ 3 (22 TCN), Vương Phượng qua đời, Vương Chính Quân cho Vương Âm (王音) kế chức Đại tư mã. Năm Vĩnh Trị thứ 2 (15 TCN), Vương Âm mất, Vương Thái hậu cho Vương Thương nối chức. Vương Thương sau đó bị bệnh xin nghỉ, Thái hậu lại cho Vương Căn thay thế. Năm Tuy Hòa nguyên niên (8 TCN), Vương Căn xin từ chức, Thái hậu trao chức này lại cho người cháu, con trai của anh thứ trong nhà Thái hậu là Tân Đô Ai hầu Vương Mạn (王曼), chính là Tân Đô hầu Vương Mãng.

### Vấn đề kế vị
Hán Thành Đế Lưu Ngao có rất nhiều phi tần, trong đó có Hứa Hoàng hậu cùng Ban Tiệp dư ban đầu rất được sủng ái. Do quá sủng ái Hứa hậu mà Hoàng hậu lại không có con, Vương Thái hậu cùng Vương Phượng khá buồn rầu, Vương Thái hậu thường khuyến khích Hoàng đế sủng hạnh thêm nhiều tần phi khác, hi vọng có thể có Hoàng tử. Dưới tác động của Vương Thái hậu, Hứa hậu dần thất sủng, Ban Tiệp dư cũng bị ghẻ lạnh, mà Hán Thành Đế quay sang tìm kiếm Tân sủng bên ngoài, nhanh chóng sủng ái hai chị em Triệu Phi Yến, lạnh nhạt với Hoàng hậu và Ban Tiệp dư.
Năm Hồng Gia thứ 3 (18 TCN), do chị gái Hứa hậu vô lễ với Vương Phượng, Vương Thái hậu tạo sức ép, Hán Thành Đế phế Hứa hậu. Sau khi Phế hậu rồi, Thành Đế lại muốn lập Triệu Phi Yến làm Hoàng hậu thay thế, nhưng do Vương Thái hậu chê xuất thân Triệu thị mà chưa ưng thuận, Thành Đế được cháu gái bằng dì của Vương Thái hậu là Định Lăng hầu Thuần Vu Trường hiến kế truy phong cha của Triệu thị tước Hầu, do đó Vương Thái hậu mới bằng lòng. Em gái của Triệu hậu cũng trở thành Chiêu nghi.
Do không thể sinh con, Triệu Hoàng hậu và Triệu Chiêu nghi lo sợ địa vị của chị em mình sẽ lung lay nếu có người khác hạ sinh Hoàng tử, do đó bà luôn tìm cách tàn sát những cung tần có thai với Thành Đế để bảo đảm địa vị. Hán Thành Đế có 2 đứa con trai được sinh ra, một của Tào thị và một của Hứa thị, nhưng cả hai đều bị Triệu Chiêu nghi ra tay giết chết. Nàng ta còn ép cả hai cung nhân trên tự sát, rồi dùng mọi thủ đoạn từ hạ độc đến ra tay thẳng thắn những cung nhân nào có dấu hiệu được Thành Đế sủng hạnh. Sự điên dại trong việc truy sát của Triệu thị khiến Hán Thành Đế hoàn toàn tuyệt tự. Dù biết rõ những việc làm độc ác này song vốn là một Hoàng đế nhu nhược, Hán Thành Đế chỉ biết nuốt nước mắt nhìn cốt nhục của mình bị sát hại. Sự kiện này được Hán thư gọi là 「Yến trác hoàng tôn; 燕啄皇孙」.
Năm Nguyên Diên thứ 4 (9 TCN), do không có con trai, Hán Thành Đế bèn triệu em trai là Trung Sơn vương Lưu Hưng và cháu trai là Định Đào vương Lưu Hân, con của Định Đào Cung vương Lưu Khang, về Trường An để chọn người kế vị. Bà nội của Lưu Hân là Phó Thái hậu đã diện kiến Triệu Hoàng hậu cùng những hòm vàng bạc châu báu, mong Hoàng hậu nói giúp với Hán Thành Đế lập cháu mình đăng ngôi, quả nhiên sau đó Hán Thành Đế lập Lưu Hân làm Thái tử năm sau, tức Tuyên Hòa nguyên niên (8 TCN).

### Thái hoàng thái hậu
Năm Tuy Hòa thứ 2 (7 TCN), tháng 3, Hán Thành Đế khi đang triệu hạnh Triệu Chiêu nghi thì đột ngột băng hà. Thái tử Lưu Hân kế vị, tức Hán Ai Đế. Tân Hoàng đế tôn Hoàng thái hậu Vương Chính Quân là Thái hoàng thái hậu, lại tôn Hoàng hậu Triệu Phi Yến làm Hoàng thái hậu do vai trò quan trọng trong việc Lưu Hân đăng ngôi Thái tử. Còn Triệu Chiêu nghi bị Vương Thái hậu hạch tội mưu sát, do Hán Thành Đế chết khi đang lâm hạnh, do đó Triệu Chiêu nghi sợ tội nhảy giếng tự vẫn.
Nhìn thấy cục diện toàn do họ Vương của Vương Thái hậu nắm giữ, Hán Ai Đế không bằng lòng nên bắt đầu khơi mào chiến tranh ngoại thích. Ông trọng dụng toàn bộ gia tộc họ Phó của Tổ mẫu Phó Thái hậu và họ Đinh của Sinh mẫu Đinh Cơ. Do sự cạnh tranh của ngoại thích mới, nên Vương Mãng và họ Vương bị đẩy ra ngoài triều đình. Cao Xương hầu Đổng Hoành (董宏) tấu lên, lấy lý lẽ "Mẫu dĩ Tử quý" (母以子贵), cẩn tôn Đinh Cơ làm Thái hậu. Dưới áp lực của Đại tư mã Vương Mãng, cùng Khổng Quang và Sư Đan, Đổng Hoành bị cắt chức lưu đày. Hán Ai Đế sau đó đến Trường Tín cung, xin Vương Thái hậu tôn thụy cho Định Đào Cung vương làm Cung Hoàng, sau đó hạ chỉ tôn Phó Thái hậu làm Cung Hoàng thái hậu (恭皇太后) và Đinh Cơ được tôn làm Cung Hoàng hậu (恭皇后), thực ấp và thiện đãi đúng tiêu chuẩn của Thái hậu và Hoàng hậu triều Hán.
Cảm thấy dòng họ của mình đang bị chèn ép, Vương Chính Quân yêu cầu cháu trai Đại tư mã Vương Mãng từ chức, dùng kế "Khất hài cốt" (乞骸骨), nhưng Hán Ai Đế không duyệt chuẩn. Thừa tướng Khổng Quang (孔光), Đại tư không Hà Vũ (何武), Tả tướng quân Sư Đan (师丹) hiệp dâng tấu lên Thái hoàng thái hậu, nói:「"Hoàng đế nghe nói Thái hậu giáng chức Vương Mãng, phi thường thương tâm. Đại tư mã nếu không còn giữ chức, Hoàng đế cũng không dám nghe báo cáo và quyết định sự việc"」. Do đó Vương Chính Quân lại triệu Vương Mãng về triều. Sự việc "Khất hài cốt" của Vương Mãng, biểu thị cảm tính khách khí của Hán Ai Đế đối với ngoại thích họ Vương, nhưng trên thực tế là cảm giác nghi kị họ Vương chuyên quyền, nên ban đầu còn phải lấy lòng, thế nhưng ngày càng lạnh nhạt. Từ đấy về sau, Hán Ai Đế cùng Vương thị đấu tranh ngày càng kịch liệt. Tư Lệ giáo úy Giải Quang (解光) buộc tội Vương Căn hành vi phạm tội, Hán Ai Đế liền đem Vương Căn trục xuất kinh sư, cũng đem quan lại được Vương thị tiến cử kể hết bãi miễn. Nhân một yến tiệc ở Vị Ương cung, Nội giả lệnh vì Phó Thái hậu mà thiết màn trướng, ngồi trên Thái hoàng thái hậu Vương Chính Quân, bị Vương Mãng mắng:「"Định Đào Thái hậu bất quá cũng chỉ là một phiên thiếp mà thôi! Có thể nào cùng ngồi với bậc chí tôn?!"」. Nên màn trướng đó bị triệt đi. Bị sỉ nhục, Hán Ai Đế càng đay nghiến ngoại thích họ Vương.
Năm Thái Sơ Nguyên Tương (5 TCN), Cung Hoàng thái hậu Phó thị được Hán Ai Đế tôn làm Đế thái thái hậu (帝太太后), sau đổi thành Hoàng thái thái hậu (皇太太后); Cung Hoàng hậu Đinh thị làm Đế thái hậu (帝太后), đồng thời ra chỉ biếm Vương Mãng đến Tân Dã, thế lực họ Vương chạm đến đáy vực.

### Lấy lại thế cục
Nguyên Xuân nguyên niên (2 TCN), niệm tình Vương Chính Quân đã già, mà tổ mẫu Phó Hoàng thái thái hậu đã mất, Hán Ai Đế cho Vương Mãng cùng Bình An hầu Vương Nhân trở về kinh sư, phụng dưỡng Vương Chính Quân. Năm Nguyên Xuân thứ 2 (1 TCN), Hán Ai Đế băng hà.
Nhân lúc Hán Ai Đế vừa băng, Thái hoàng thái hậu Vương Chính Quân đến ngay Vị Ương cung, bố trí tử đệ tiến hành đoạt lại triều đình. Trước khi lâm chung, Hán Ai Đế đã cho sủng nam Đổng Hiền giữ lấy ngọc tỷ truyền quốc, đến đây Thái hoàng thái hậu nghe Vương Hoành kiến nghị, đến ép Đổng Hiền giao ra ngọc tỷ. Đổng Hiền là người phe họ Phó, hơn nữa là nam sủng của Hán Ai Đế, nên bị Vương Chính Quân triệu kiến, hỏi hắn quốc tang nên như thế nào điều hành, Đổng Hiền không thể nói, bèn cởi mũ tạ tội, Vương Chính Quân nói:「"Tân Đô hầu Vương Mãng từng lấy thân phận Đại tư mã mà cử hành lễ tang của Tiên đế (tức Hiếu Thành hoàng đế), nếu ngươi chưa biết, ta sẽ triệu hắn vào cung hướng dẫn ngươi"」. Ngày hôm đó, Thái hoàng thái hậu triệu Vương Mãng vào triều, trực tiếp đem Đại tư mã chức vị trả lại cho Mãng.
Trở lại tôn vị vốn có, Vương Chính Quân ép Triệu Phi Yến cùng Hoàng hậu của Ai Đế là Phó thị tự sát, còn lăng mộ của Phó Thái hậu cùng Đinh Cơ cũng bị khai quật, giáng tước. Theo lời kiến nghị của Vương Mãng, bà bãi chức hết những người thân thích của họ Phó và họ Đinh. Vương Thái hậu cùng Vương Mãng lập cháu nội của Hán Nguyên Đế, con của Trung Sơn Hiếu vương Lưu Hưng là Lưu Kì Tử mới 9 tuổi lên nối ngôi, lấy danh nghĩa 「"Hậu tự thừa kế của Ai Đế"」, tức là Hán Bình Đế, sau đổi gọi là Lưu Khản. Vương Chính Quân lại xưng là Thái hoàng Thái hậu như cũ, dù vào lúc này bà đã là bà cố (Tằng tổ mẫu) trên pháp định của Bình Đế. Nhân khi Bình Đế chỉ mới 9 tuổi, cần người phụ giúp, Thái hoàng Thái hậu lâm triều, tuyên bố Vương Mãng phụ chính, phong An Hán công (安漢公), lại ra chiếu chỉ tuyên bố chính thức. Chiếu viết:
| “                                                                        | 夫赦令者，將與天下更始，誠欲令百姓改行絜己，全其性命也。性者有司多舉奏赦前事，累增罪過，誅陷亡辜，殆非重信慎刑，洒心自新之意也。及選舉者，其歷職更事有名之士，則以為難保，廢而弗舉，甚謬於赦小過舉賢材之義。對諸有臧及內惡未發而薦舉者，皆勿案驗。令士厲精鄉進，不以小疵妨大材。自今以來，有司無得陳赦前事置奏上。有不如詔書為虧恩，以不道論。定著令，布告天下，使明知之。 . Phu xá lệnh giả, tương dữ thiên hạ canh thủy, thành dục lệnh bách tính cải hành kiết kỷ, toàn kỳ tính mệnh dã. Tính giả hữu tư đa cử tấu xá tiền sự, luy tăng tội quá, tru hãm vong cô, đãi phi trọng tín thận hình, sái tâm tự tân chi ý dã. Cập tuyển cử giả, kỳ lịch chức canh sự hữu danh chi sĩ, tắc dĩ vi nan bảo, phế nhi phất cử, thậm mậu vu xá tiểu quá cử hiền tài chi nghĩa. Đối chư hữu tang cập nội ác vị phát nhi tiến cử giả, giai vật án nghiệm. Lệnh sĩ lệ tinh hương tiến, bất dĩ tiểu tỳ phương đại tài. Tự kim dĩ lai, hữu tư vô đắc trần xá tiền sự trí tấu thượng. Hữu bất như chiếu thư vi khuy ân, dĩ bất đạo luận. Định trứ lệnh, bố cáo thiên hạ, sử minh tri chi. | ” |
| — Chiếu ủy chính cho Vương Mãng của Thái hoàng Thái hậu Vương Chính Quân | |   |

Không chỉ thanh trừng những người ngoại thích họ khác, Vương Mãng còn đối phó cả với những người cùng họ cản đường thăng tiến của mình. Vương Mãng hạch tội em Vương Chính Quân là Vương Lập (王立), xin bà bãi chức Lập. Vương Chính Quân thương em nên chần chừ không ra lệnh. Cuối cùng Vương Mãng gây sức ép buộc bà lệnh cho Vương Lập rời kinh đô. Sau đó, Vương Mãng lại dùng cách tương tự, kiến nghị bà đuổi một người cùng họ khác là Bình A hầu Vương Nhân (王仁).

### Làm mất nhà Hán
Biết Vương Chính Quân tuổi già thích hưởng lạc, Vương Mãng hàng năm đưa bà đi tuần du thiên hạ cùng các Phu nhân vương hầu. Vương Mãng phong cho các chị em của bà tước vị; Vương Quân Hiệp (王君俠) làm Quảng Ân quân (廣恩君), Vương Quân Lực (王君力) làm Quảng Huệ quân (廣惠君) và Vương Quân Đệ (王君弟) làm Quảng Thi quân (廣施君). Mùa hạ, Vương Mãng thường hầu Chính Quân đi xa tránh nắng, mùa thu đi Hoàng Sơn, Côn Minh hồ, mùa đông lên Trường Bình xem cảnh tuyết rơi. Đến đâu Vương Mãng cũng ban tặng tiền bạc cho nhân dân sở tại để mọi người ca ngợi mình, khiến cho bà càng thêm tin tưởng Vương Mãng là người đức độ, giao hết quyền hành.
Năm Nguyên Thủy thứ 5 (6), Vương Mãng đầu độc giết Hán Bình Đế, không con, lập cháu 5 đời của Hán Tuyên Đế là Lưu Anh mới 2 tuổi lên ngôi, tức là Nhũ Tử Anh. Vương Chính Quân lúc này vẫn tại vị Thái hoàng Thái hậu như cũ. Lúc này, đại thần đều về phe Vương Mãng, nên giả cầu tình xin Vương Mãng hãy như Chu Công khi trước, phụ tá Chu Thành vương. Thái hoàng Thái hậu không đồng ý, nhưng bất lực can ngăn, do đó Vương Mãng tự xưng làm Nhiếp Hoàng đế (摄皇帝).
Năm Thủy Kiến Quốc nguyên niên (9), Vương Mãng phế Nhũ Tử Anh làm Định An công và lên ngôi Hoàng đế, lập ra nhà Tân.
Vào khi ấy Thái hoàng Thái hậu Vương Chính Quân nắm giữ Ngọc tỷ truyền quốc, Vương Mãng sai An Dương hầu Vương Thuấn vào đòi. Lúc đó, Thái hoàng Thái hậu cực kỳ tức giận, khóc mắng Vương Mãng là gian thần, nói rằng:「"Cha con các ngươi đều là ăn bổng lộc của Hán triều, thế rồi ngày nay mới có thể điện hiển đại quý. Các ngươi không có tâm báo ơn thì đã đành, bây giờ vào lúc Hán triều cần người gửi gắm nhất, thì lại đang tâm cướp đi quốc gia! Hoàn toàn không màng ân nghĩa chi đạo! Làm người như thế, thật là heo chó không bằng, Thiên tử như thế nào lại có thể loại huynh đệ như ngươi?! Hơn nữa nếu các ngươi tự cho là được đến Thiên mệnh mà trở thành Tân Hoàng đế, muốn thay đổi chính sóc phục chế, nên chính mình làm Tân Ngọc tỷ, truyền lưu muôn đời, thế còn màng đến cái Ngọc tỷ mang điềm xấu mất nước này làm gì chứ?! Ta bất quá cũng chỉ là một lão góa phụ của Hán thất, có lúc sẽ mất đi, nên muốn đem Ngọc tỷ này chôn cùng, các ngươi chung quy là không chiếm được!”」.
Nói đoạn, Vương Chính Quân khóc lóc thảm thiết, kẻ hầu người hạ cũng đều khóc. Vương Thuấn tuy cảm thấy bi ai, nhưng qua hồi lâu vẫn là nói:「“Chúng thần đã không lời nào để nói, nhưng Vương Mãng vẫn cứ nhất định phải bắt được Ngọc tỷ truyền quốc"」. Vương Chính Quân biết Vương Mãng là muốn uy hiếp đến cùng, rồi cầm Ngọc tỷ ném xuống đất. Ngọc tỷ bị ném mạnh nên sứt một góc, nói với Vương Thuấn rằng:「"Ta đã chết già, có các ngươi như vậy, là sẽ cùng ta diệt tộc!"」. Vương Mãng có được Ngọc tỷ thì rất cao hứng, lấy danh nghĩa Thái hoàng Thái hậu mà mở tiệc tại Vị Ương cung. Về sau, Vương Mãng phải sai lấy vàng khảm vào chỗ bị sứt đó.

## Cuối đời
Sau khi xưng Tân đế, Vương Mãng đổi danh hiệu của bà là Tân Thất Văn Mẫu Thái hoàng Thái hậu (新室文母太皇太后). Sau Vương Mãng sợ danh hiệu Thái hoàng Thái hậu của bà khiến thiên hạ tưởng nhớ nhà Hán, nên đổi gọi Văn Mẫu Hoàng thái hậu (文母皇太后), giản xưng Trường Thọ cung (長壽宮).
Vương Mãng thỉnh Vương Chính Quân đến Trường Thọ cung, thấy miếu của Hán Nguyên Đế đã đổ nát, bèn nói:「“Đây là Hán thất Tông miếu, đều có thần linh tồn tại, là phạm vào tội gì làm ngươi hủy diệt! Nếu thiết quỷ thần vô tri, tu miếu có ích lợi gì? Nếu có biết, ta nguyên bản là phi thiếp của người ta, có thể nào bôi nhọ Tiên đế chi miếu?!”」. Sau đó, bà hướng đến tả hữu, nói:「"Người này coi thường thần linh, không thể nào được trời cao phù hộ lâu dài!”」, vì thế tiệc rượu tan rã trong không vui. Vương Mãng biết Vương Chính Quân oán hận mình, thường cố lấy lòng bà, nhưng Vương Chính Quân càng ngày càng không vui. Vương Mãng cho rằng chế độ triều Hán nên thay đổi, mà y phục Hán triều vốn dĩ mang màu đen ảm đạm, liền đổi thành Hoàng y, các ngày lễ cũng muốn đổi. Tuy nhiên Vương Chính Quân vẫn quyết mặc y phục đen, những ngày lễ của Hán triều cũng một mình cùng tả hữu hai bên tổ chức tiệc rượu.
Năm Thủy Kiến Quốc thứ 5 (13), ngày 3 tháng 2 (âm lịch), Thái hoàng Thái hậu Vương Chính Quân qua đời, thọ 84 tuổi. Tháng 3 cùng năm, bà được an táng cùng Hán Nguyên Đế tại Vị lăng (渭陵), tuy cùng mộ nhưng lại không cùng huyệt. Vương Mãng cũng lập Miếu thờ riêng thờ bà, dặn con cháu họ Vương đời đời về sau sẽ hiến tế bà, Vương Mãng còn vì bà mà mặc tang phục 3 năm. Hán triều đã mất, không có lễ dâng thụy, cách gọi theo kiểu thụy hiệu là Hiếu Nguyên Hoàng hậu (孝元皇后) là vì bà là Hoàng hậu của Hán Nguyên Đế. Mười năm sau (23), Vương Mãng bị lật đổ, nhà Hán được khôi phục.
Tính từ khi nhập cung năm 18 tuổi tới khi không còn ở ngôi Thái Thái Hoàng thái hậu năm 80 tuổi, Vương Chính Quân là người phụ nữ lên đến ngôi vị Hoàng hậu ở trong cung nhà Tây Hán lâu nhất, trải qua 62 năm (54 TCN - 8) thuộc 6 đời Hoàng đế nhà Hán; gồm Hán Tuyên Đế, Hán Nguyên Đế, Hán Thành Đế, Hán Ai Đế, Hán Bình Đế và Nhũ Tử Anh. Bà vào cung 5 năm, làm Tiệp dư 3 năm, làm Hoàng hậu 13 năm, làm Hoàng thái hậu 26 năm và Thái hoàng Thái hậu 12 năm. Tính từ khi được phong làm Hoàng hậu năm 46 TCN tới năm 8 khi mất ngôi, bà có 54 năm trên ngôi vị Hoàng hậu, Hoàng thái hậu và Thái hoàng Thái hậu, là Hoàng tại vị lâu nhất trong lịch sử nhà Hán.
Sách Hán thư khi biên "Liệt truyện", đã biên truyện về bà ở mục khúc hẳn các Hoàng hậu khác, gọi là [Nguyên hậu truyện; 元后傳].

## Gia tộc
- Tằng tổ: Vương Toại [王遂], có tổ phụ là Tề Bắc vương Điền An - cháu nội của Tề vương Kiến.
- Tổ phụ: Vương Hạ [王贺], thời nhà Tân được truy tặng làm Nguyên Thành Nhụ vương (元城孺王).
- Thân phụ: Vương Cấm [王禁], tước Dương Bình hầu (陽平侯), thụy Khoảng (頃).
- Thân mẫu: Lý thị, chính thê của Vương Cấm.
- Thúc phụ: Vương Hoằng [王弘], con thứ của Vương Hạ, làm chức Trường Lạc Vệ úy (长乐卫尉).
- Huynh đệ:

1. Vương Phượng [王鳳], anh cả cùng mẹ, tước Dương Bình hầu (陽平侯), thụy Kính Thành (敬成).
2. Vương Mạn [王曼], anh thứ khác mẹ, tước Tân Đô hầu (新都侯), thụy Ai (哀).
3. Vương Đàm [王譚], em thứ khác mẹ, tước Bình A hầu (平阿侯), thụy An (安).
4. Vương Sùng [王崇], em thứ cùng mẹ, tước An Thành hầu (安成侯), thụy Cung (共).
5. Vương Thương [王商], em thứ khác mẹ, tước Thành Đô hầu (成都侯), thụy Cảnh Thành (景成).
6. Vương Lập [王立], em thứ khác mẹ, tước Hồng Dương hầu (紅陽侯), thụy Hoang (荒).
7. Vương Căn [王根], em thứ khác mẹ, tước Khúc Dương hầu (曲陽侯), thụy Dương (炀).
8. Vương Phùng Thì [王逢时], em út khác mẹ, tước Cao Bình hầu (高平侯), thụy Đái (戴).

- Đường đệ:

1. Vương Âm [王音], con của Vương Hoằng, thụ tước An Dương hầu (安暘侯), thụy Kính (敬).

- Tỷ muội:

1. Vương Quân Hiệp [王君侠], chị cả, tước Quảng Ân quân (廣恩君).
2. Vương Quân Lực [王君力], em gái, tước Quảng Huệ quân (廣惠君).
3. Vương Quân Đệ [王君弟], em gái, tước Quảng Thi quân (廣施君).

- Đồng mẫu đệ:

1. Cẩu Tham [茍參], làm Thị trung, kiêm Thủy Hành Đô úy (水衡都尉).

- Chất tử:

1. Vương Tương [王襄], con của Vương Phượng, tập tước Dương Bình hầu, thụy là Ly hầu (釐侯). Mất năm 3 TCN. Con là Vương Sầm [王岑], tập tước, thụy là Khang hầu (康侯), mất năm 11 thời nhà Tân.
2. Vương Vĩnh [王永], con trưởng của Vương Mạn, mất sớm. Con là Vương Quang [王光], tập tước Diễn Công hầu (衍功侯).
3. Vương Mãng [王莽], con thứ của Vương Mạn, tập tước Tân Đô hầu. Sau lập ra nhà Tân.
4. Vương Nhân [王仁], con trưởng của Vương Đàm, tập tước Bình A hầu, thụy Thứ hầu (刺侯). Bị Vương Mãng giết.
5. Vương Khứ Tật [王去疾], con thứ của Vương Đàm.
6. Vương Hoành [王閎], con thứ của Vương Đàm.
7. Vương Hướng [王向], con thứ của Vương Đàm.
8. Vương Phụng Thế [王奉世], con của Vương Sùng, tập tước, thụy là Tĩnh hầu (靖侯). Mất năm 9. Con là Vương Trì Cung [王持弓], tập tước, thời nhà Tân bị giết trong hỗn quân.
9. Vương Trụ [王柱], con cả của Vương Lập, tập tước.
10. Vương Đan [王丹], con thứ của Vương Lập.
11. Vương Trí [王置], con trai của Vương Phùng Thì, tập tước.
12. Vương Thuấn [王舜], con trai của Vương Âm, tập tước An Dương hầu. Thời nhà Tân, thụ Thái sư, tước An Tân công (安新公).
13. Thuần Vu Trường [淳于長], con trai của Vương Quân Hiệp, thụ tước Định Lăng hầu.

## Đánh giá
| “                                                          | 三代以来，《春秋》所记，王公国君，与其失世，稀不以女宠。汉兴，后妃之家吕、霍、上官，几危国者数矣。及王莽之兴，由孝元后历汉四世为天下母，飨国六十余载，群弟世权，更持国柄，五将十侯，卒成新都。位号已移于天下，而元后卷卷犹握一玺，不欲以授莽，妇人之仁，悲夫！ ... Từ thời Tam Đại đến nay, Kinh Xuân Thu có viết: "Vương công quốc quân, nhữ kì thất thế, hi bất dĩ nữ sủng". Hán hưng, Hậu phi của nhà Lữ, Hoắc, Thượng Quan, đã suýt mấy lần làm hại cơ đồ. Đến rồi Vương Mãng hưng thịnh, Hiếu Nguyên hậu qua tứ triều là Thiên hạ mẫu, hưởng cung phụng của quốc gia hơn 60 năm, đàn đệ thế quyền, cầm quyền lực tối cao. Năm rồi đến mười người tước Hầu, cuối cùng thành Tân Đô. Vị hiệu đã biến chuyển khắp thiên hạ, mà Nguyên hậu còn cuống cuồng nắm Ngọc tỷ, không muốn trao cho Mãng. Lòng dạ phụ nhân, đau thay! | ” |
| — Ban Bưu: Hán thư - Nguyên hậu truyện 汉书·元后传第六十八 | |   |

| “                                            | 元后娠母，月精见表。遭成之逸，政自诸舅。阳平作威，诛加卿宰。成都煌煌，假我明光。曲阳歊歊，亦朱其堂。新都亢极，作乱以亡。 ... Nguyên hậu thần mẫu, nguyệt tinh kiến biểu. Tao thành chi dật, chính tự chư cữu. Dương bình tác uy, tru gia khanh tể. Thành Đô hoàng hoàng, giả ngã minh quang. Khúc dương 歊歊, diệc chu kỳ đường. Tân đô kháng cực, tác loạn dĩ vong. | ” |
| — Ban Cố: Hán thư 汉书·卷一百下·叙传第七十下 | |   |

| “                                                                                 | 亡西汉者，元后之罪通于天矣。论者徒见其吝玺不予、流涕汉庙、用汉伏腊而怜之，妇人小不忍之仁，恶足以盖其亡汉之大憝哉！今有杀人者，流涕袒免而抚其尸曰：吾弗忍也，而孰听之？……老妖（指王政君）不死，日蚀月齕，以殄汉而必亡之，久矣。故曰：罪通于天也。 ... Luận ai làm vong Tây Hán, Nguyên hậu tội đến tận trời cao. Những luận giả chí thấy việc giữ tỷ không đưa, nước mắt chảy tiếc thương Hán miếu, dùng Hán phục tịch lễ mà khóc lóc, cái lòng nhân nhỏ mọn không nỡ, mà không xem đến cái đại tội làm vong Hán thất chăng?! Bây giờ có kẻ giết người, nước mắt chảy ra rồi nói: "Tôi không nỡ", thế có nghe được chăng?... Lão yêu (chỉ Vương Chính Quân) không chết, mặt trời bị ăn, vầng trăng bị khuyết, làm đứt hết vận của Hán, dĩ nhiên là sẽ vong! Nên nói rằng:"Tội thông vu thiên dã". | ” |
| — Vương Phu Chi (王夫之) thời nhà Minh, viết trong Đọc thông giám luận (读通鉴论) | |   |

| “                                                | 孝元皇后，无傅太后之骄恣，又无赵氏姊妹之淫荒，亦可谓母后中之贤者。乃过宠王莽，使其罔上行私，得窃国柄，是则失之愚柔，非失之骄淫也。莽知元后之易与，故设为种种欺媚，牢笼元后于股掌之中。迨弑平帝而元后不察，迎孺子而元后不争，称摄皇帝、假皇帝而元后不问，徒怀藏一传国玺，不欲遽给，果何益耶？要之妇人当国，暂则危，久则亡。元后享年八十有余，历汉四世，不自速毙，宜乎汉之致亡也。 ... Hiếu Nguyên Hoàng hậu, không có sự tự mãn kiêu căn của Phó Thái hậu, cũng không có sự dâm dật hoang xỉ của chị em họ Triệu, có thể nói là người hiền trong số các Mẫu hậu. Nhưng quá sủng Vương Mãng, tự làm điều chính sự theo ý riêng, đến nỗi bị tước đoạt quyền bính, là sự ngu nhu tắc trách! Mãng biết Nguyên hậu dễ dãi thích hưởng lạc, nên hết sức làm chuyện kiêu mị, ý đồ giam Nguyên hậu vào sự hưởng thụ đến mê muội. Rồi khi Mãng giết Bình Đế mà Nguyên hậu chẳng bắt bẻ, đưa Nhụ Tử lên ngôi mà Nguyên hậu không cãi, xưng Nhiếp Hoàng đế mà Nguyên hậu không hỏi. Đến rồi dù có cự nự không đưa Ngọc tỷ, thì có ích gì chứ?! Rốt cuộc, để đàn bà đảm quốc, tạm thì thế nguy, lâu thì ắt vong. Nguyên hậu hưởng thọ tám mươi năm hơn có dư, trải qua bốn đời Hán, sống lâu như thế, nghi hồ chính là căn nguyên khiến Hán thất bại vong vậy! | ” |
| — Thái Đông Phiên (蔡东藩), học sĩ đời nhà Thanh | |   |

## Trong văn hóa đại chúng
| năm  | Tên phim                                       | Diễn viên                                     |
| 1990 | 《Đông Hán diễn nghĩa》 东汉演义               | Liêu Quỳnh Chi 廖琼枝                         |
| 1996 | 《Hán cung Phi Yến》 汉宫飞燕                  | Nghiêm Mẫn Cần 严敏求                         |
| 2000 | 《Quang Vũ Đế Lưu Tú》 光武帝刘秀              | Quy Á Lôi 归亚蕾                              |
| 2006 | 《Chiêu Quân xuất tái》 昭君出塞               | Như Bình 茹萍                                 |
| 2007 | 《Vương Chiêu Quân》 王昭君                    | Tùng San 丛珊                                 |
| 2008 | 《Mẫu nghi thiên hạ》 母儀天下                 | Viên Lập 袁立 (khi trẻ) Tần Di 秦怡 (khi già) |
| 2015 | 《Tương ái xuyên toa thiên niên》 相爱穿梭千年 | Cảnh Hiểu Lộ 耿晓璐                           |